# Rasa del Barranc (riu Fred)

La Rasa del Barranc és un torrent afluent per la dreta del riu Fred que fa tot el seu curs pel terme municipal de Lladurs. De direcció global cap a llevant, neix a l'Obaga de Carissols, a 535 m. a l'oest de la masia de Carissols. i el seu curs transcorre pel fons de la solana del Serrat de la Font Vella passant entre les masies de Carissols i Tentellatge (al nord) i la de Casanova de Serentill (al sud).

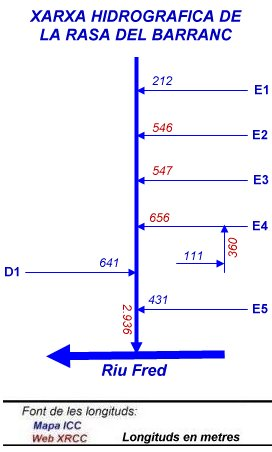
Xarxa hidrogràfica de la Rasa del Barranc

A partir del punt on desguassa al riu Fred, aquest farà de frontera entre el termes municipals de Lladurs (a ponent) i d'Odèn (a llevant) durant el que li resta de curs. Tant curs de la rasa com els terrenys circumdants que estan per sota de la cota dels 800 msnm, formen part del PEIN Ribera Salada. La seva xarxa hidrogràfica, que també transcorre íntegrament pel terme de Lladurs, està constituïda per nou cursos fluvials la longitud total dels quals suma 6.440 m.